# Pherecydes zebra
Pherecydes zebra là một loài nhện trong họ Thomisidae.
Loài này thuộc chi Pherecydes. Pherecydes zebra được George Newbold Lawrence miêu tả năm 1927.